# Arnold Nüscheler
Arnold Nüscheler, auch Nüscheler-Usteri, (* 18. August 1811 in Zürich; † 30. Oktober 1897 ebenda) war ein schweizerischer Historiker, Beamter und Politiker. Nüscheler war einer der Begründer der modernen Kunsttopografie der Schweiz.

## Leben
Arnold war der Sohn des Kaufmanns Felix Nüscheler, seine Mutter Margaretha war eine geborene Vogel. Er studierte zunächst Rechtswissenschaften an den Universitäten in Heidelberg und Berlin, später Kameralwissenschaften an der Universität München und beendete das Studium an der Heidelberger Universität. Nach dem Studium folgten ausgedehnte Bildungsreisen unter anderem nach Deutschland, Österreich, Dänemark, Schweden und Frankreich. Die letzte Station war Paris, wo er schwer erkrankte und kaum genesen 1835 in die Schweiz zurückkehrte.
Er wurde als Aushilfe in der Zürcher Kantonsverwaltung angestellt und 1837 als Rechenschreiber, Vorsteher der kantonalen Finanzkanzlei. Zu seinen Aufgaben gehörte auch die Untersuchung der Kollaturverhältnisse der zürcherischen Kirchen. Das erforderte ein Studium einschlägiger Quellen und Dokumente, welches Nüscheler mit der Sichtung des gesamten ihm zugänglichen Urkundenmaterials gründlichst erledigte und das weit über den beruflichen Rahmen hinaus ging. Ab 1846 liess Nüscheler von dem Architekten Ferdinand Stadler ein Landhaus am Homberg in Rifferswil mit Blick auf den Zugersee erbauen, das schon ein Jahr später fertig gestellt wurde. Das Haus ist in seiner ursprünglichen Nutzung erhalten geblieben. Von 1850 bis 1863 war Nüscheler leitender Sekretär der Finanzdirektion des Kantons Zürich. Bereits seit 1841 war Nüscheler im Grossen Stadtrat von Zürich, ein Amt, das er bis 1868 ausübte. Er gehörte ausserdem von 1848 bis 1872 zur Vorsteherschaft der Aktiengesellschaft Leu & Compagnie, deren Präsidentschaft er von 1862 bis 1871 übernahm.

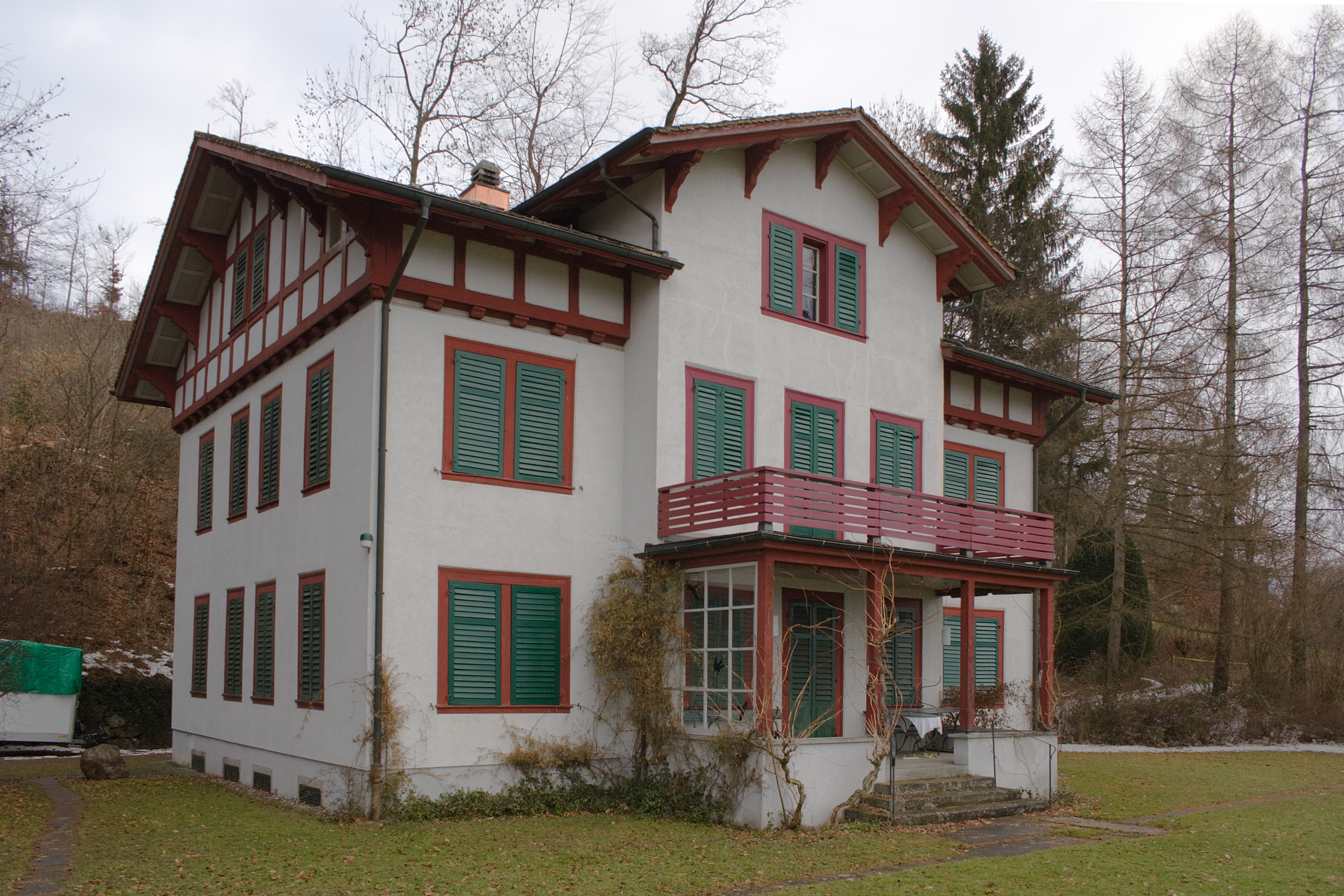
Landhaus Nüscheler von Ferdinand Stadler am Homberg in Rifferswil, errichtet 1846 bis 1847

Seit 1840 war Nüscheler Mitglied der Antiquarischen Gesellschaft in Zürich, der er ab 1842 vierzehn Jahre als Aktuar diente. Mit dem Präsidenten der Gesellschaft, dem Archäologen Ferdinand Keller, war er eng befreundet. Auch mit weiteren Mitgliedern, dem Theologen und Kunsthistoriker Friedrich Salomon Vögelin, dem Philologen und Numismatiker Heinrich Meyer-Ochsner sowie dem Ingenieur Ludwig Schulthess, stand er in engem persönlichen Kontakt. Ausserdem nahm er regelmässig an den Verhandlungen der Allgemeinen geschichtsforschenden Gesellschaft der Schweiz sowie des Historischen Vereins der fünf Orte teil.
Sein Hauptwerk Gotteshäuser der Schweiz, historisch-antiquarische Forschungen, eine umfassende historische Statistik der Kirchen, Stifte und Kapellen sowie deren Kunst- und Altertumsdenkmäler, erschien von 1864 bis 1873 als selbständige Hefte. Es bestand aus drei Abteilungen, unterteilt in das Bistum Chur und die zwei Archidiakonate des Bistums Konstanz. Das grosse Archidiakonat Aargau veröffentlichte er später, einzeln nach Dekanaten, in sechs Bänden des Geschichtsfreundes der Zeitschrift des Vereins der fünf Orte und in drei Bänden der Zeitschrift Argovia.
Vier Veröffentlichungen betrafen die Glockeninschriften der fünf Orte, der Kantone Glarus, Schaffhausen und Appenzell. Eine Neuausgabe des Vögelinschen Buches Das alte Zürich förderte Nüscheler und ergänzte den zweiten Band mit dem grossen Abschnitt Ein historischer Gang durch die Nachbargemeinden der Stadt Zürich, den er zusätzlich mit einer erläuternden Karte versah. In den Mitteilungen der antiquarischen Gesellschaft veröffentlichte er die Einzelforschungen Die Lazariterhäuser in Gfenn bei Dübendorf und Schlatt, Kanton Zürich und Die Letzinen der Schweiz. Im Archiv der allgemeinen geschichtsforschenden Gesellschaft erschien Die Siechenhäuser in der Schweiz. Zahlreiche kleinere Beiträge erschienen im Anzeiger für schweizerische Geschichte und Alterthumskunde, und später in den getrennten Organen Anzeiger für schweizerische Alterthumskunde und Anzeiger für schweizerische Geschichte.
1874 verlieh ihm die philosophische Fakultät der Universität Zürich den Ehrendoktortitel. Durch ein Legat von ihm, das seinen Dank bezeugte, konnten für die Bibliothek des historischen Seminars der Zürcher Universität die Monumenta Germaniae Historica angeschafft werden. In seinen letzten Jahren litt er zunehmend an Gehörverlust und Erblindung. Arnold Nüscheler starb am 30. Oktober 1897, im Alter von 86 Jahren, in seiner Geburtsstadt Zürich. Sein schriftlicher Nachlass befindet sich im Staatsarchiv Aargau, im Staatsarchiv des Kantons Zürich und in der Zentralbibliothek Zürich. Er war seit 1838 mit Margaretha Katharina Usteri, Tochter des Kaufmanns und Spitalpflegers Hans Jakob Usteri, verheiratet. Beide konnten noch 1888 gemeinsam Goldene Hochzeit feiern.

## Veröffentlichungen (Auswahl)
- Die Lazariterhäuser im Gfenn bei Dübendorf und Schlatt, Kanton Zürich. Zürich 1855.
- Die Gotteshäuser der Schweiz. Historisch-antiquarische Forschungen. Zürich 1864–1873. (Teil 1 Digitalisat; Teil 2 Digitalisat.)
- Die Letzinen in der Schweiz. Zürich 1872.
- Das alte Zürich. Eine Wanderung durch Zürich im Jahre 1504. Mit Friedrich Salomon Vögelin, Zürich 1879.
- Die argauischen Gotteshäuser in den Dekanaten Hochdorf, Mellingen, Aarau und Willisau, Bisthums Konstanz. Aarau 1893. (Digitalisat.)